# Stowaways and Strategy
Stowaways and Strategy è un cortometraggio muto del 1917 scritto e diretto da J.A. Howe.

## Produzione
Il film fu prodotto dalla Vitagraph Company of America (come Big V Comedies.

## Distribuzione
Distribuito dalla Vitagraph Company of America, il film - un cortometraggio in una bobina presentato da Albert E. Smith - uscì nelle sale cinematografiche statunitensi il 31 dicembre 1917.